# Антипов, Григорий Яковлевич
Григорий Яковлевич Антипов (5 марта 1927 — 25 сентября 2008) — инженер-конструктор ОКБ Новосибирского электровакуумного завода, лауреат Ленинской премии (1966).

## Биография
Родился 5 марта 1927 года в селе Тавригановка Сервшнеского района Амурской области, из крестьян.
С 1944 радист-наблюдатель в Хабаровском управлении гидрометеослужбы.
После окончания Томского политехнического института (1952) работал в Особом конструкторском бюро (ОКБ) по производству СВЧ-изделий Новосибирского электровакуумного завода № 617: начальник бюро, руководитель конструкторской группы, главный специалист, главный конструктор, заместитель главного инженера, главный технолог
С 1987 года на пенсии.
Лауреат Ленинской премии (1966, в составе коллектива) — за разработку специальных электронных приборов (титано-керамической лампы). Награждён медалями.
Похоронен на Заельцовское кладбище (квартал 9н).